# 김슬아
김슬아(1983년 6월 16일 ~ )는 대한민국의 사업가로, 온라인 식재료 판매 업체 마켓 컬리(Kurly)의 대표이사이다.

## 학력
- 민족사관고등학교 중퇴[4]
- 웰즐리 칼리지 정치학 학사[4]

## 경력
- 2007년: 골드만삭스 홍콩지사 애널리스트[5]
- 2015년 5월~: 컬리 대표
- 2020년 2월~: 코리아스타트업포럼 의장